# Агеторст
Агеторст (њем. Agethorst) општина је у њемачкој савезној држави Шлезвиг-Холштајн. Једно је од 112 општинских средишта округа Штајнбург. Према процјени из 2010. у општини је живјело 205 становника. Посједује регионалну шифру (AGS) 1061003.

## Географија
Агеторст се налази у савезној држави Шлезвиг-Холштајн у округу Штајнбург. Општина се налази на надморској висини од 12 метара. Површина општине износи 6,1 km².

## Становништво
У самом мјесту је, према процјени из 2010. године, живјело 205 становника. Просјечна густина становништва износи 34 становника/km².